# Campeonato Mundial de Biatlón de 2015
El L Campeonato Mundial de Biatlón se celebró en la localidad de Kontiolahti (Finlandia) entre el 5 y el 15 de marzo de 2015 bajo la organización de la Unión Internacional de Biatlón (IBU) y la Federación Finlandesa de Biatlón.

## Resultados

### Masculino
| Evento                        | Oro                                                                             | Plata                                                                                               | Bronce                                                                                         |
| ----------------------------- | ------------------------------------------------------------------------------- | --------------------------------------------------------------------------------------------------- | ---------------------------------------------------------------------------------------------- |
| 10 km velocidad (07.03)       | Johannes Thingnes Bø · Noruega · 24:12,8                                        | Nathan Smith · Canadá · 24:24,9                                                                     | Tarjei Bø · Noruega · 24:38,1                                                                  |
| 20 km individual (12.03)      | Martin Fourcade Francia 47:29,4                                                 | Emil Hegle Svendsen · Noruega · 47:50,3                                                             | Ondřej Moravec · República Checa · 48:09,9                                                     |
| 12,5 km persecución (08.03)   | Erik Lesser · Alemania · 30:47,9                                                | Anton Shipulin · Rusia · 31:04,9                                                                    | Tarjei Bø · Noruega · 31:06,6                                                                  |
| 15 km salida en grupo (15.03) | Jakov Fak Eslovenia 36:24,9                                                     | Ondřej Moravec · República Checa · 36:25,9                                                          | Tarjei Bø · Noruega · 36:28,6                                                                  |
| Relevos 4 × 7,5 km (14.03)    | Alemania · Erik Lesser · Daniel Böhm · Arnd Peiffer · Simon Schempp · 1:13:49,5 | Noruega · Ole Einar Bjørndalen · Tarjei Bø · Johannes Thingnes Bø · Emil Hegle Svendsen · 1:14:04,9 | Francia Simon Fourcade Jean-Guillaume Béatrix Quentin Fillon-Maillet Martin Fourcade 1:14:23,1 |

### Femenino
| Evento                          | Oro                                                                                            | Plata                                                                                | Bronce                                                                                  |
| ------------------------------- | ---------------------------------------------------------------------------------------------- | ------------------------------------------------------------------------------------ | --------------------------------------------------------------------------------------- |
| 7,5 km velocidad (07.03)        | Marie Dorin-Habert Francia 22:16,8                                                             | Weronika Nowakowska-Ziemniak · Polonia · 22:26,4                                     | Valentyna Semerenko · Ucrania · 22:36,5                                                 |
| 15 km individual (11.03)        | Yekaterina Yurlova · Rusia · 41:32,2                                                           | Gabriela Soukalová · República Checa · 41:55,4                                       | Kaisa Mäkäräinen · Finlandia · 41:56,6                                                  |
| 10 km persecución (08.03)       | Marie Dorin-Habert Francia 30:07,7                                                             | Laura Dahlmeier · Alemania · 30:23,0                                                 | Weronika Nowakowska-Ziemniak · Polonia · 30:39,3                                        |
| 12,5 km salida en grupo (15.03) | Valentyna Semerenko · Ucrania · 34:32,9                                                        | Franziska Preuß · Alemania · 34:39,1                                                 | Karin Oberhofer · Italia · 34:45,5                                                      |
| Relevos 4 × 6 km (13.03)        | Alemania · Franziska Hildebrand · Franziska Preuß · Vanessa Hinz · Laura Dahlmeier · 1:11:54,6 | Francia Anaïs Bescond Enora Latuillière Justine Braisaz Marie Dorin-Habert 1:12:54,9 | Italia · Lisa Vittozzi · Karin Oberhofer · Nicole Gontier · Dorothea Wierer · 1:13:00,7 |

### Mixto
| Evento                                | Oro | Plata                                                                                     | Bronce                                                                                           |
| ------------------------------------- | --- | ----------------------------------------------------------------------------------------- | ------------------------------------------------------------------------------------------------ |
| Relevos 2 × 6 km + 2 × 7,5 km (05.03) | República Checa · Veronika Vítková · Gabriela Soukalová · Michal Šlesingr · Ondřej Moravec · 1:20:27,2 | Francia Anaïs Bescond Marie Dorin-Habert Jean-Guillaume Béatrix Martin Fourcade 1:20:47,4 | Noruega · Fanny Welle-Strand Horn · Tiril Eckhoff · Johannes Thingnes Bø · Tarjei Bø · 1:20:54,9 |

## Medallero
| Núm. | País            | Oro | Plata | Bronce | Total |
| ---- | --------------- | --- | ----- | ------ | ----- |
| 1    | Francia         | 3   | 2     | 1      | 6     |
| 2    | Alemania        | 3   | 2     | 0      | 5     |
| 3    | Noruega         | 1   | 2     | 4      | 7     |
| 4    | República Checa | 1   | 2     | 1      | 4     |
| 5    | Rusia           | 1   | 1     | 0      | 2     |
| 6    | Ucrania         | 1   | 0     | 1      | 2     |
| 7    | Eslovenia       | 1   | 0     | 0      | 1     |
| 8    | Polonia         | 0   | 1     | 1      | 2     |
| 9    | Canadá          | 0   | 1     | 0      | 1     |
| 10   | Italia          | 0   | 0     | 2      | 2     |
| 11   | Finlandia       | 0   | 0     | 1      | 1     |
|      | TOTAL           | 11  | 11    | 11     | 33    |